# Georges Ier de Kakhétie
Pour les articles homonymes, voir Georges Ier.
Georges Ier de  Kakhétie (en géorgien : გიორგი I, Giorgi I ; vers 1464, mort en 1513) ou Georges le Mauvais (en géorgien : ავგიორგი, Avgiorgi) est un roi de Kakhétie de la dynastie des Bagrations ayant régné de 1511 à  1513.

## Biographie
Fils aîné du roi Alexandre Ier de Kakhétie, il monte sur le trône après avoir fait assassiner son père et aveugler son frère cadet Démétrius, favori de leur père, dans lequel il voyait un compétiteur au trône. Ce double crime est à l'origine de son surnom de Georges le Mauvais, qui lui est attribué par la Chronique géorgienne.
Pendant son règne très court, il prend le contre-pied de la politique pacifique de son père, notamment vis-à-vis du royaume voisin de Karthli contre lequel il organise plusieurs expéditions. Pour le contrer, le roi David X de Karthli constitue pour son frère cadet Bagrat Batonschvili la principauté de Moukhrani, à la frontière des deux États. En 1512, Georges Ier tente sans succès de s’emparer de Tsikhisdziri, la principale forteresse de Bagrat. L’année suivante, Georges Ier est capturé dans une embuscade par Bagrat et sa troupe près de Mtskheta. Il est emprisonné dans la forteresse de Mtveri où il meurt rapidement.
Son héritier, le futur roi Léon Ier de Kakhétie, âgé de 9 ans et étant trop jeune pour revendiquer la succession, la Kakhétie se trouve annexée de facto au Karthli pendant sept ans.

## Union et descendance
De son union avec Eleni, princesse Iroukakidzé-Cholaqaschvili, Georges Ier laisse deux enfants :
- Léon Ier, roi de Kakhétie en 1520 ;
- Kharamzé (morte en 1568), qui épouse Vakhtang Ier de Moukhran, le fils de Bagrat Ier de Moukhran[1].

## Sources
- Cyrille Toumanoff, Les dynasties de la Caucasie chrétienne de l'Antiquité jusqu'au XIXe siècle : Tables généalogiques et chronologiques, Rome, 1990, p. 161.
- Marie-Félicité Brosset, Histoire de la Géorgie, tome II : Histoire moderne de la Géorgie, réédition Adamant Media Corporation  (ISBN 0543944808), p. 149-150.